# Rodemack
Rodemack (fràncic lorenès Ruedemaacher) és un municipi francès situat al departament del Mosel·la i a la regió del Gran Est. L'any 2007 tenia 1.065 habitants.

## Demografia

### Població
El 2007 la població de fet de Rodemack era de 1.065 persones. Hi havia 368 famílies, de les quals 68 eren unipersonals (36 homes vivint sols i 32 dones vivint soles), 92 parelles sense fills, 184 parelles amb fills i 24 famílies monoparentals amb fills.
La població ha evolucionat segons el següent gràfic:
Habitants censats

### Habitatges
El 2007 hi havia 403 habitatges, 383 eren l'habitatge principal de la família, 2 eren segones residències i 18 estaven desocupats. 328 eren cases i 74 eren apartaments. Dels 383 habitatges principals, 310 estaven ocupats pels seus propietaris, 65 estaven llogats i ocupats pels llogaters i 8 estaven cedits a títol gratuït; 5 tenien una cambra, 14 en tenien dues, 38 en tenien tres, 72 en tenien quatre i 254 en tenien cinc o més. 317 habitatges disposaven pel capbaix d'una plaça de pàrquing. A 108 habitatges hi havia un automòbil i a 258 n'hi havia dos o més.

### Piràmide de població
La piràmide de població per edats i sexe el 2009 era:
| Homes | Edats   | Dones |
| ----- | ------- | ----- |
| 0     | 95 o +  | 0     |
| 0     | 90 a 94 | 8     |
| 0     | 85 a 89 | 4     |
| 8     | 80 a 84 | 12    |
| 8     | 75 a 79 | 20    |
| 12    | 70 a 74 | 16    |
| 16    | 65 a 69 | 16    |
| 12    | 60 a 64 | 12    |
| 32    | 55 a 59 | 16    |
| 28    | 50 a 54 | 28    |
| 12    | 45 a 49 | 8     |
| 36    | 40 a 44 | 40    |
| 40    | 35 a 39 | 28    |
| 36    | 30 a 34 | 52    |
| 32    | 25 a 29 | 24    |
| 20    | 20 a 24 | 12    |
| 24    | 15 a 19 | 12    |
| 36    | 10 a 14 | 24    |
| 40    | 5 a 9   | 40    |
| 16    | 0 a 4   | 20    |

## Economia
El 2007 la població en edat de treballar era de 704 persones, 554 eren actives i 150 eren inactives. De les 554 persones actives 521 estaven ocupades (293 homes i 228 dones) i 33 estaven aturades (17 homes i 16 dones). De les 150 persones inactives 40 estaven jubilades, 46 estaven estudiant i 64 estaven classificades com a «altres inactius».

### Ingressos
El 2009 a Rodemack hi havia 365 unitats fiscals que integraven 999 persones, la mediana anual d'ingressos fiscals per persona era de 22.602 €.

### Activitats econòmiques
Dels 19 establiments que hi havia el 2007, 1 era d'una empresa extractiva, 1 d'una empresa alimentària, 6 d'empreses de comerç i reparació d'automòbils, 2 d'empreses d'hostatgeria i restauració, 1 d'una empresa d'informació i comunicació, 5 d'empreses de serveis, 1 d'una entitat de l'administració pública i 2 d'empreses classificades com a «altres activitats de serveis».
Dels 3 establiments de servei als particulars que hi havia el 2009, 1 era una gendarmeria, 1 taller de reparació d'automòbils i de material agrícola i 1 restaurant.
Els 2 establiments comercials que hi havia el 2009 eren botiges de menys de 120 m².
L'any 2000 a Rodemack hi havia 14 explotacions agrícoles que ocupaven un total de 666 hectàrees.

## Equipaments sanitaris i escolars
L'únic equipament sanitari que hi havia el 2009 era una farmàcia.
El 2009 hi havia 1 escola maternal i 1 escola elemental.

## Poblacions més properes
El següent diagrama mostra les poblacions més properes.